# Военный трибунал
Военный трибунал — чрезвычайный военный судебный временный орган, находящийся за пределами гражданских судебных систем и используемый для рассмотрения дел, касающихся шпионов, предателей и других врагов народа, угрожающих суверенитету государства в военное время. Вместо того, чтобы использовать традиционных судей и присяжных, военные берут на себя все роли сразу, чтобы преследовать, судить и выносить приговоры врагам, которые предстают перед судом. Дела военного трибунала использовались со времён Войны за независимость в США. Они не используются против гражданских лиц, которые могут нарушать правила войны, поскольку военный трибунал предназначен специально для осуждения вооружённых сил. В начале XXI века проходило множество военных трибуналов над заключенными Гуантанамо, в значительной степени из-за продолжительной войны между Западной цивилизацией и странами Ближнего Востока.

## Нюрнбергский процесс
Возможно, одним из самых печально известных военных трибуналов в мировой истории был Нюрнбергский военный процесс. Во время Второй мировой войны и Холокоста произошло бесчисленное количество военных преступлений и преступлений против человечности. После этого представляло серьёзную проблему определить, кто в конечном итоге несёт ответственность за эти ужасные преступления. В конечном итоге между 1945 и 1949 годами во Дворце правосудия в Нюрнберге, Германия, 199 обвиняемых предстали перед судом. Первые военные трибуналы проводились на международном уровне, поскольку это был мировой конфликт. Однако впоследствии США провели гораздо больше своих собственных трибуналов. В целом, в таком событии никогда не может быть настоящей справедливости, но 161 человек был осужден, 37 из них получили смертные приговоры.

## Военные суды обычно рассматривают дела о тяжких преступлениях
Когда кто-то предстаёт перед военным трибуналом — это приводит к значительным последствиям. В зависимости от ситуации военнослужащие могут лишиться жалованья, потерять звание, быть уволенными с позором, и технически существует возможность смертной казни. Военный трибунал обычно рассматривает тяжкие преступления, а в случае более мелких правонарушений, таких как мелкая кража или неподчинение действующему приказу, у военных есть так называемое «внесудебное наказание», в котором командир играет роль судьи, чтобы вынести надлежащий приговор предполагаемому преступнику. А дела военного трибунала используются в отношении серьезных правонарушений, таких как уголовные преступления, и, таким образом, часто имеют более суровые наказания и последствия, которые могут последовать за бывшими военнослужащими после их службы.

## Отличие от военно-полевого суда
- Военно-полевые суды предполагают предварительное расследование, которое часто включает слушание дела следователем. Трибуналы — нет.
- В трибуналах не требуется ордер на обыск и не применяется правило Миранды. Кроме того, из судебного разбирательства исключаются доказательства, полученные с помощью пыток или жестокого, бесчеловечного или унижающего достоинство обращения.
- Военно-полевые суды регулируются Руководством для военно-полевых судов. Трибуналы регулируются Руководством для военных комиссий.
- В военном трибунале обвиняемый может нанять адвоката за счёт правительства. Обвиняемый также может сделать это в суде, но это право подлежит определённым ограничениям.

Наконец, там, где военно-полевые суды, как правило, не вызывают особых споров, военные трибуналы вызывают. Хотя они использовались на протяжении всей мировой истории, начиная с Древнего Рима, они поднимают как конституционные, так и юридические вопросы. Стоит ли их вообще использовать? Соблюдают ли они надлежащую правовую процедуру? Следует ли разрешать трибуналу действовать тайно? Необходимы ли трибуналы в каждом конкретном наборе обстоятельств?